# Licia Pasquali
Licia Pasquali (Milano, 2 maggio 1931) è un'ex cestista italiana.
È la sorella di Ileana Pasquali.

## Carriera in Nazionale
Ha disputato con l'Italia i Campionati europei del 1956. 
In squadra nazionale ha giocato 7 partite realizzando 2 punti.

## Carriera nei club
2 scudetti con la Bernocchi Legnano 1953/54 e 1954/55
3 posti d'onore nel 1952/53 e 1655/56 (con la Bernocchi Legnano) e nel 1963/64 con Onda Pavia dove è stata anche 3ª nel 1962/63
Ha giocato 4 stagioni a Milano Standa con 4 terzi posti dal 1958/59 al 1961/62.
Ha giocato 2 stagioni a Torino Autonomi con 2 quarti posti nel 1956/57 e nel 1957/58.